# 比亜迪

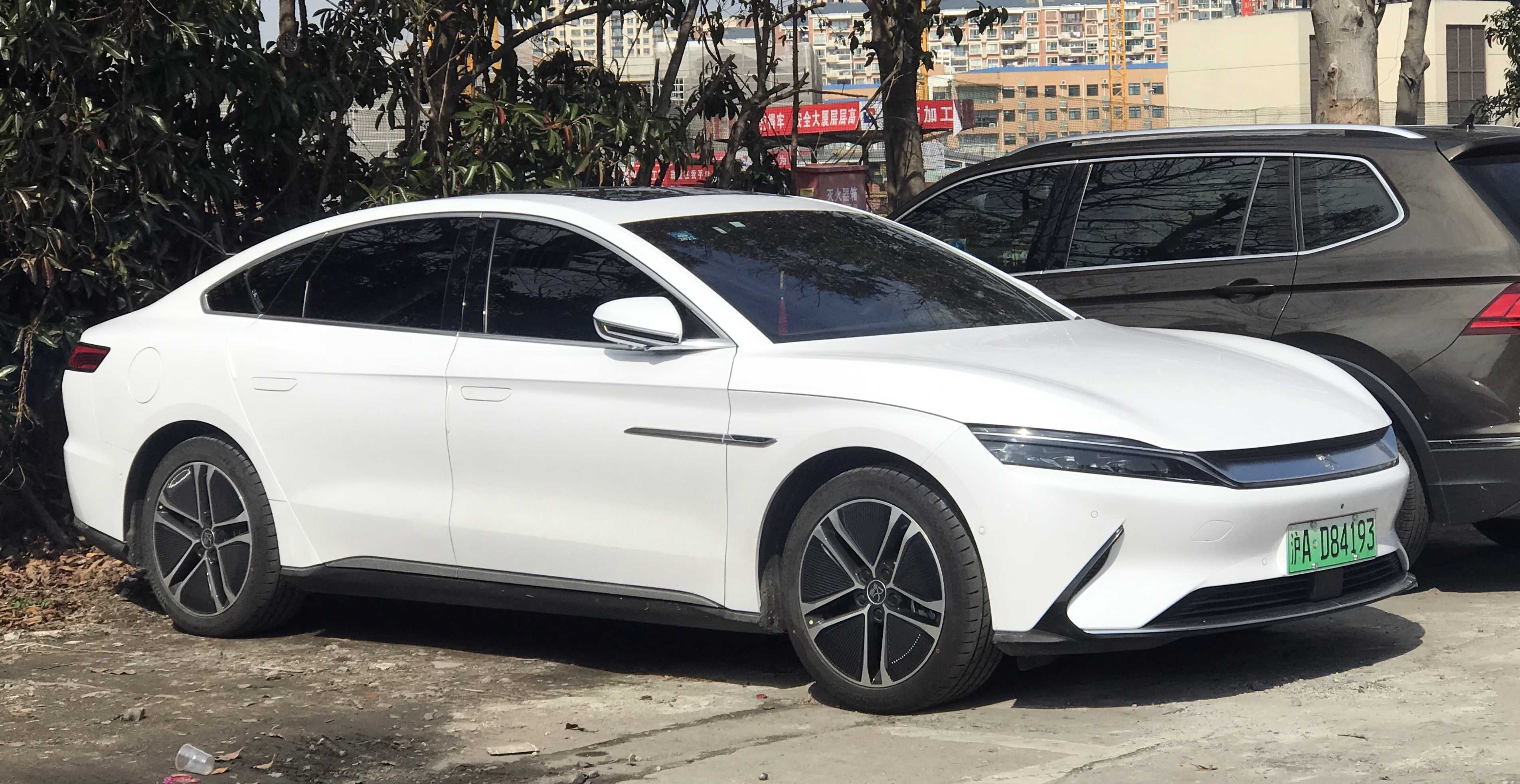
2021年現在の中国におけるBYDの主力車種 ”漢(ハン)”

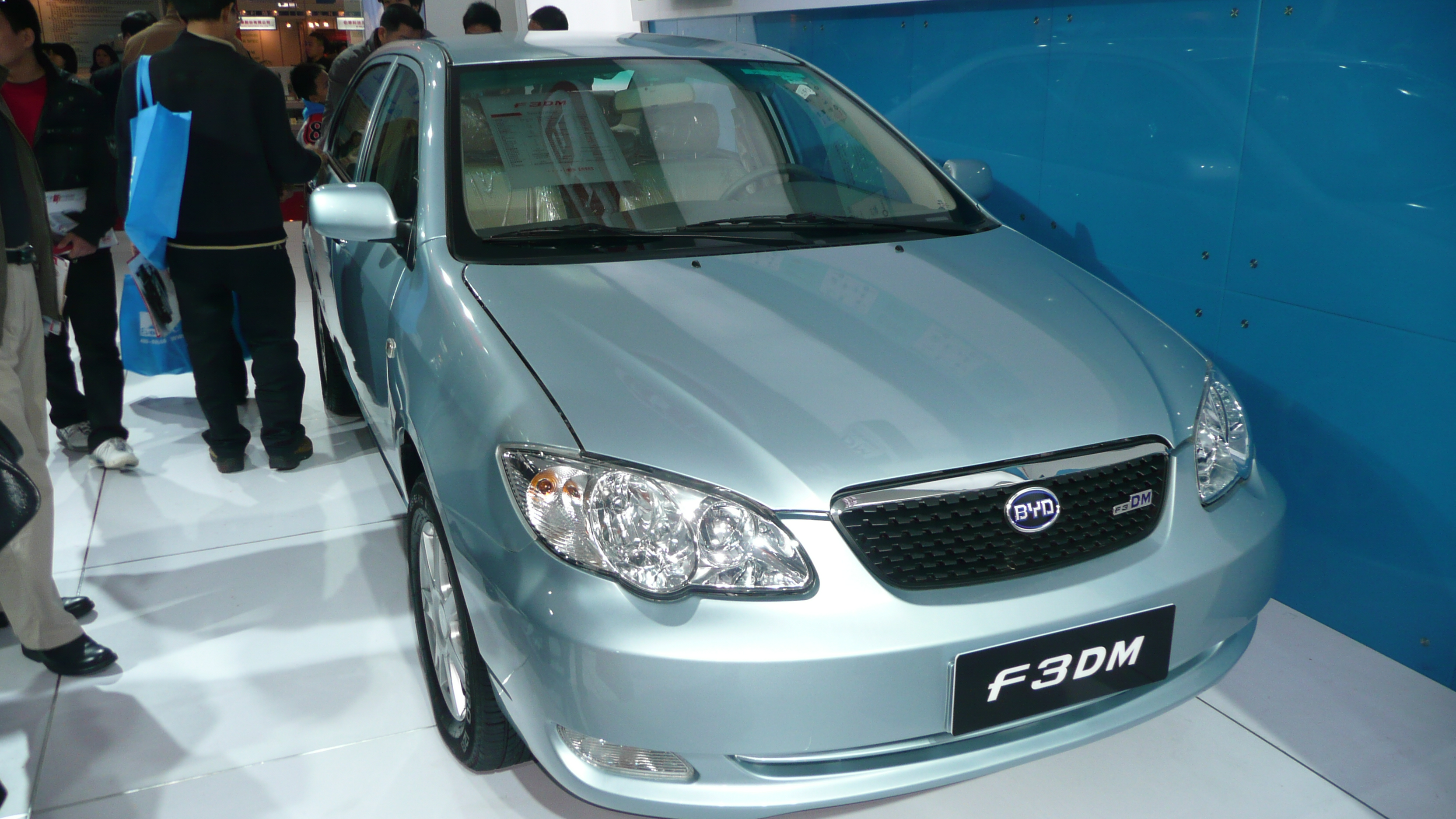
世界初の量産型プラグインハイブリッドカーBYD F3DM

比亜迪股份有限公司（略称：比亜迪〈ビーヤーディ〉またはBYD〈ビーワイディー〉、英語: BYD Company Limited）は広東省深圳市に本社を置く中華人民共和国の企業。「BYD」は「Build Your Dream（夢を築こう）」の略であり、「比亜迪」はその音写である。
グループ企業を通じて、IT部品（二次電池、携帯電話部品・組立）と、自動車事業などを展開している。車載用および携帯電話用リチウムイオン電池の製造で世界第2位のメーカー。子会社の比亜迪汽車（BYDオート）はプラグインハイブリッド車（PHV）の販売で世界最大手。

## 歴史
1995年に中国・安徽省出身の王伝福が携帯電話のバッテリー需要の増加を見越して創業。
2002年、香港証券取引所に上場した。
2003年には電池事業のノウハウを生かして自動車事業に参入し、2008年12月には量産型プラグインハイブリッドカーを発売。2009年2月の中華人民共和国内の自動車販売台数トップは同社産のF3であった。
2008年に米国の投資家のウォーレン・バフェットが出資した。
2010年4月1日には日本の金型メーカーオギハラの館林工場を買収。
2016年10月14日に電動式モノレール「Sky Rail（雲軌）」を公開し、深圳にあるBYD本社パークの中の試験線にて社員輸送用に実証運行を開始し、鉄道車両の製造も開始した。
2017年8月31日に「Sky Rail」を中国花博覧会に納入し、BYDが建設した初の鉄道路線として正式な運行が開始された。
2020年4月20日、トヨタ自動車株式会社と合弁会社 BYD TOYOTA EV TECHNOLOGYカンパニー有限会社を設立した。
2020年4月23日には、日本の日野自動車と商用EVの開発を中心とした戦略的パートナーシップ契約を締結を行った。
2021年4月16日に無人鉄道輸送システム「Sky Shuttle（云巴）」を重慶市に納入、運行が開始され現在、中国国内5都市に路線が存在する。

## 事業内容

### 自動車
比亜迪汽車（BYDオート）- 中国国内では「新エネルギー車」（NEV）と呼ばれるバッテリー式電気自動車（EV）とプラグインハイブリッド車（PHV）の生産・販売を行う。自社ブランドの乗用車生産は2005年から開始され、2008年に世界初の量産型プラグインハイブリッドカーBYD F3DMを発表。2010年代以降は海外輸出を積極的に進めている。乗用車だけでなく、電気バスやトラックなどの商用車も製造している。

### バッテリー
弗迪電池（FinDreams Battery）などの系列企業により、自社開発のブレード・バッテリーを含むリン酸鉄リチウムイオン電池(LFP)を製造する。

### エレクトロニック
比亜迪電子（BYDエレクトロニック）- スマートフォンなどのEMS（電子機器受託製造）を手掛ける。

### エネルギー
太陽光発電・蓄電システムの提供。

### 鉄道輸送
モノレールの建設事業。サンパウロ地下鉄17号線や、中国国内に新交通システム「SkyShuttle」などを手掛ける。
- 重慶雲巴（中国語版）
- 坪山雲巴1号線（中国語版）
- 大王山旅遊線（中国語版）
- 西安雲巴（中国語版）
- 合肥比亜迪園区雲巴線[11]

## 創業者

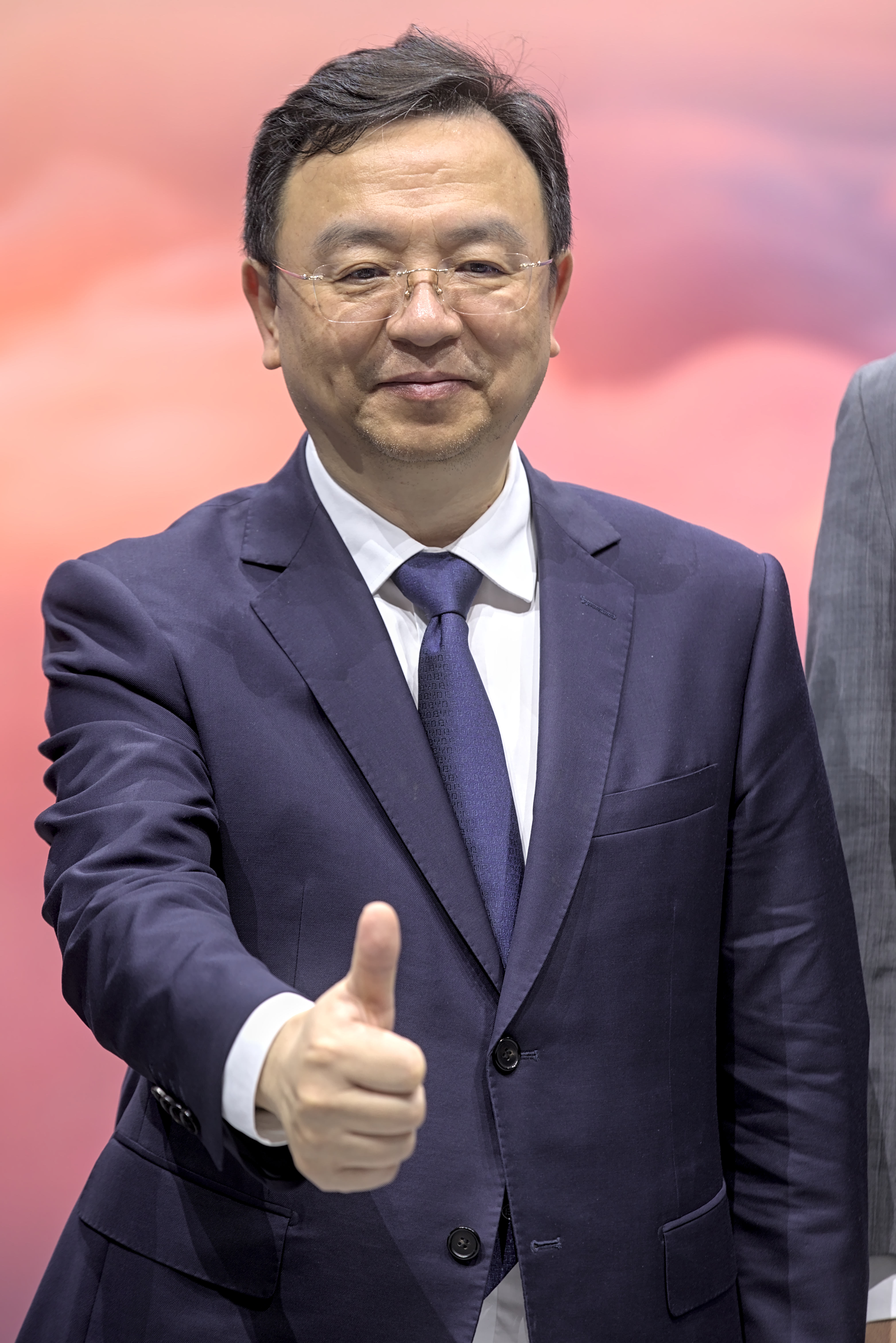
創業者の王伝福

創業者で現会長の王伝福は、2009年度版の胡潤百富榜の評価では総資産350億元（日本円で約4,556億円）と、中国一の資産家。

## 主要株主
世界最大の投資持株会社であるバークシャー・ハサウェイの会長兼CEOのウォーレン・バフェットは、MidAmerican Energy社を通じて出資している支援者である。2010年9月29日にはバフェットとマイクロソフトのビル・ゲイツが中国の工場を訪れた。